# Golem (Album)
Golem ist das Debütalbum des deutschen Rappers und Hip-Hop-Sängers Tarek K.I.Z. Es erschien am 31. Januar 2020 beim Musiklabel Eklat Tonträger und wird von Warner Music Germany vertrieben. Das Album erreichte auf Anhieb Platz eins der deutschen Albumcharts.

## Hintergrund
Tarek K.I.Z wurde mit der Gruppe K.I.Z bekannt. Am 2. Oktober 2019 kündigte er als erstes Mitglied die Veröffentlichung eines Soloalbums an. Sie war ursprünglich für den 13. Dezember 2019 geplant, wurde aber auf den 31. Januar 2020 verschoben. Am 4. Oktober 2019 folgte mit Kaputt wie ich die erste Singleauskopplung und stieg auf Platz 85 in die Deutschen Singlecharts ein. Im Musikvideo der am 29. November veröffentlichten dritten Auskopplung Nach wie vor ist zu sehen, wie der von Tarek K.I.Z dargestellte Protagonist drei Personen tötet, die scheinbar den AfD-Politikern Alexander Gauland, Alice Weidel und Björn Höcke nachempfunden sind.

## Veröffentlichungen
Anlässlich des Release erschienen bereits Liveversionen aller Songs außer Wenn du stirbst und Nubischer Prinz als Golem Sessions auf YouTube, begleitet unter anderem von einem Streichquartett. Die Arrangements der Liveversionen stammen von Ralph Heidel und die Aufzeichnungen entstanden im YouTube Space in Berlin. Für die am 2. Oktober 2020 digital erschienene Veröffentlichung Golem (Ralph Heidel Rework) wurden die Stücke überarbeitet und im Studio neu eingespielt. Der Veröffentlichung des Rework-Albums ging eine Singleauskopplung der neuen Version von Freak voran.

## Titelliste
| Nr.          | Titel                                            | Text                      | Musik                                                          | Länge |
| ------------ | ------------------------------------------------ | ------------------------- | -------------------------------------------------------------- | ----- |
| 1.           | Ticket hier raus                                 | Tarek Ebéné, Maxim Drüner | Nico Seyfrid, Konrad Betcher                                   | 3:05  |
| 2.           | Bang Bang                                        | Ebéné                     | Tim Wilke, David Kraft                                         | 2:59  |
| 3.           | Nach wie vor                                     | Ebéné                     | Seyfrid, Philipp Hoppen                                        | 3:42  |
| 4.           | Kaputt wie ich                                   | Ebéné                     | Benjamin Bazzazian                                             | 4:14  |
| 5.           | Letzte Chance                                    | Ebéné                     | Kraft, Wilke                                                   | 2:56  |
| 6.           | Wenn du stirbst                                  | Ebéné                     | Kraft, Wilke                                                   | 2:47  |
| 7.           | Liebe                                            | Ebéné                     | Ebéné, Betcher, Hoppen, Alexander Niepel, David Essilfie       | 3:30  |
| 8.           | K.I.Z für immer (feat. Nico K.I.Z & Maxim K.I.Z) | Ebéné, Seyfrid, Drüner    | Johannes Gehring, Niklas Köllner                               | 3:21  |
| 9.           | Nubischer Prinz (feat. Miss Platnum)             | Ebéné, Drüner             | Seyfrid, Hoppen                                                | 3:57  |
| 10.          | Weißer Drache                                    | Ebéné                     | Bazzazian, Gehring                                             | 4:12  |
| 11.          | Freak                                            | Ebéné                     | Ebéné, Karl Schumann, Hoppen, Niepel, Essilfie, Steffen Thiede | 3:49  |
| 12.          | Frühlingstag                                     | Ebéné                     | Gerrit Wessendorf, Köllner, Hoppen                             | 3:38  |
| Gesamtlänge: | Gesamtlänge:                                     | Gesamtlänge:              | Gesamtlänge:                                                   | 42:15 |

## Rezeption

### Rezensionen
Thomas Winkler von Musikexpress befand, mit überzeichneten Rap-Klischees stelle sich Tarek K.I.Z in die Tradition seiner Band K.I.Z. Andererseits nehme er eine „politisch bewusste und sozial relevante Autorenstellung“ ein und das ohne „auf dem schmalen Grat zwischen diesen beiden Extremen“ abzustürzen.

### Charts und Chartplatzierungen
Golem stieg am 7. Februar 2020 in die deutschen Albumcharts ein und erreichte die Chartspitze. Das Album platzierte sich eine Woche an ebendieser sowie fünf Wochen in den Top 100. Darüber hinaus erreichte das Album ebenfalls die Chartspitze der Hip-Hop-Charts sowie die Chartspitze der deutschsprachigen Albumcharts. In der Schweiz und in Österreich konnte sich das Album je eine Woche in den Charts platzieren und erreichte dabei Rang 26 beziehungsweise Rang 28. Für Tarek K.I.Z ist es als Solokünstler der erste Album-Charterfolg in allen Ländern.
| ChartsChartplatzierungen | Höchstplatzierung | Wochen |
| ------------------------ | ----------------- | ------ |
| Deutschland (GfK)        | 1 (5 Wo.)         | 5      |
| Österreich (Ö3)          | 28 (1 Wo.)        | 1      |
| Schweiz (IFPI)           | 26 (1 Wo.)        | 1      |